# Beaufort (Pas-de-Calais)
Beaufort is een dorp in de Franse gemeente Beaufort-Blavincourt in het departement Pas-de-Calais. Beaufort ligt in het oosten van de gemeente, zo'n anderhalve kilometer ten oosten van het centrum van Blavincourt.

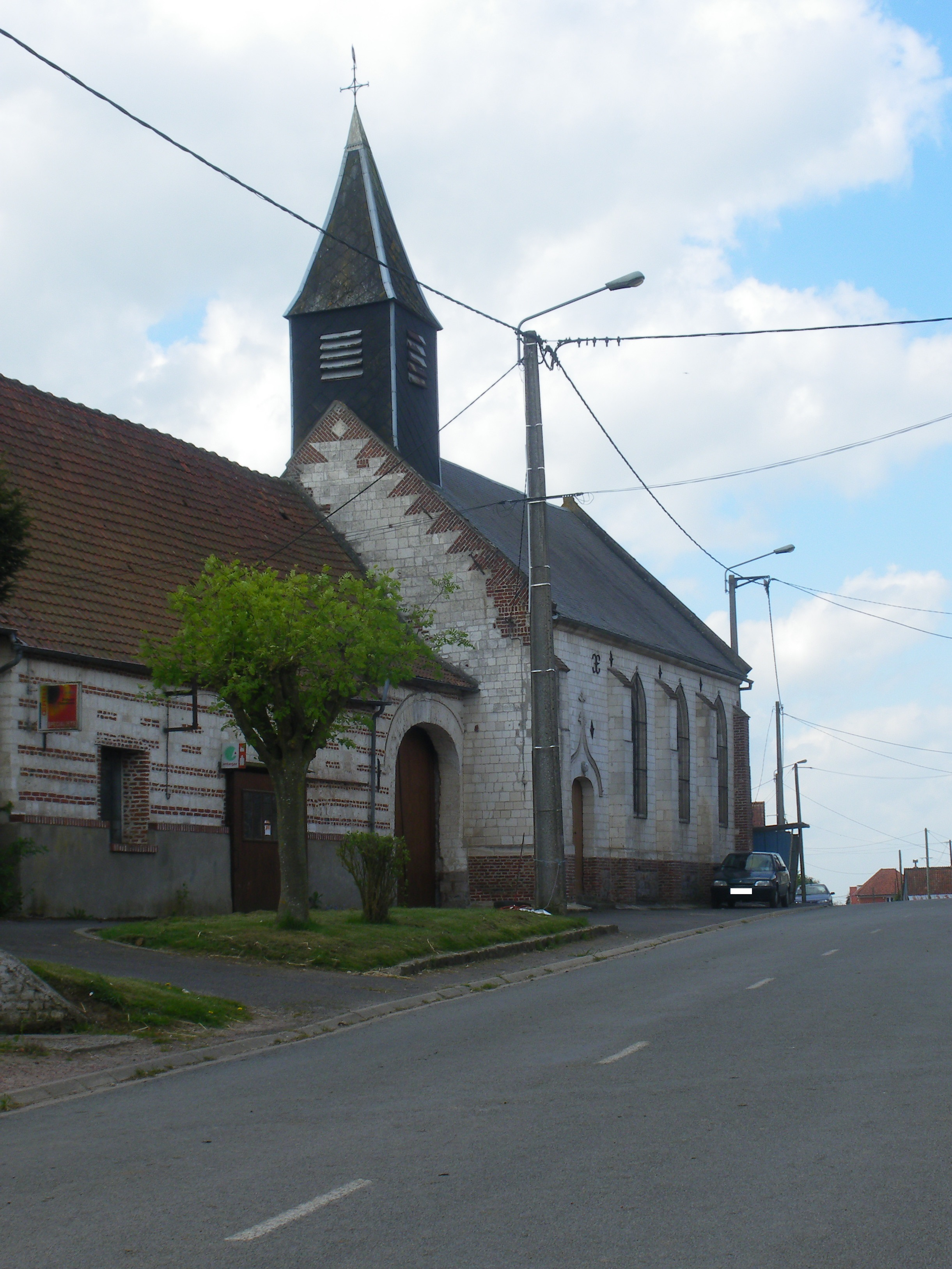
Église de la Sainte-Trinité

## Geschiedenis
Oude vermeldingen van de plaats dateren uit de 12de eeuw als Bialfort, Belfort en Biaufort. De kerk van Manin was een hulpkerk van die van Beaufort.
Op het eind van het ancien régime werd Beaufort een gemeente. De bebouwing van het dorpscentrum van de kleine gemeente Beaufort liep verder over de gemeentegrens in het gehucht Happegrené in de uitgestrektere gemeente Blavincourt.
In 1859 werd de gemeente Beaufort (289 inwoners in 1856) samengevoegd met de gemeente Blavincourt (332 inwoners in 1856) in de gemeente Beaufort-Blavincourt.

## Bezienswaardigheden
- De Église de la Sainte-Trinité.